# نیمی از من (ترانه ریانا)
«نیمی از من» (به انگلیسی: Half of Me) ترانه‌ای از هنرمند اهل باربادوس ریانا است. این ترانه در آلبوم ناعذرخواهانه قرار داشت.